# 云韦尔·贝谢吉尔
云韦尔·贝谢吉尔（土耳其語：Ünver Beşergil，1938年3月25日—），土耳其男子摔跤运动员。他曾代表土耳其参加世界摔跤锦标赛，获得一枚铜牌。他也曾参加1964年夏季奥林匹克运动会。